# San Nullo (metropolitana di Catania)
San Nullo è una fermata sotterranea della Metropolitana di Catania.
L'inaugurazione è avvenuta il 30 marzo 2017 contestualmente a quella della tratta Borgo-Nesima, mentre l'apertura al pubblico è avvenuta il giorno seguente. Il colore identificativo è l'arancio.
Essa è di tipologia sotterranea, ed è gestita dalla  Ferrovia Circumetnea.

## Ubicazione
Sorge nel quartiere omonimo, nelle adiacenze delle vie Antonio Merlino, Sebastiano Catania e viale Antoniotto Usodimare, con quattro accessi su quest'ultima strada, due rampe di scale e due ascensori, servendo un'ampia zona residenziale.
Al mese di dicembre del 2018, l'assenza di marciapiedi nelle aree limitrofe alla stazione rende di difficile accesso per i pedoni provenienti sia dal lato nord, sia dal lato sud di via Sebastiano Catania.
Nelle immediate vicinanze si trova l'edificio "Etna-Building" o Palazzo Dell'etna dell'Università degli studi di catania dove sono ubicate alcune aule ed alcuni uffici dell'ateneo tra cui gli studi del Medico Compentete, i servizi SPPR ed i servizi informatici dell'ateneo. Vi risiedono anche gli uffici delle aree protette gestite dall'ateneo.

## Servizi
La stazione è dotata di:
- Ascensori per portatori di handicap;
- Scale mobili;
- Servizio di video sorveglianza;
- Biglietteria automatica;
- Annuncio sonoro annunciante l'arrivo dei treni.

## Interscambio
- autobus urbani AMTS

Nelle immediate vicinanze sono presenti alcune fermate dei bus urbani AMTS: Fermata via Antonio Merlino linee 433-642-702; fermata via Giuseppe Ballo linee 433-642-702; fermate viale A.Usodimare linee 628N-628R-702.
È stata pianificata la futura costruzione, a cura del comune di Catania, di un parcheggio scambiatore al servizio della stazione potendo così attuare uno scambio mezzo privato-mezzo pubblico per i pendolari che giungono da nord e da ovest dell'hinterland. Al mese di aprile del 2017 non si conoscono le tempistiche di realizzazione di tale parcheggio.